# بيلين سانتشيث خيمينيث
بيلين سانتشيث خيمينيث (بالإسبانية: Belén Sánchez Jiménez)‏ (بالإسبانية: Beatriz Manchón Portillo، ولدت في 24 ديسمبر 1972، مدريد، إسبانيا) رياضية إسبانية. تتنافس في رياضة كانو- كاياك (الكانوي)، تخصصت في سباق الكاياك (Kayak).
حصلت على ميدالية فضية وثلاث ميداليات برونزية في بطولات العالم للكانو كاياك، كما حازت على ثلاث ميداليات فضية وست ميداليات برونزية في بطولات أوروبا للكانو كاياك.

## إنجازاتها

### بطولة العالم للكانو كاياك (الكانوي)
- 1997 دارتموث  كندا:  ميدالية برونزية في سباق الكاياك «كي 4» لمسافة 500 متر.
- 1998 سزيغيت  المجر:  ميدالية برونزية في سباق الكاياك «كي 4» لمسافة 500 متر.
- 2001 بوزنان  بولندا:  ميدالية فضية في سباق الكاياك «كي 4» لمسافة 200 متر.
- 2001 بوزنان  بولندا:  ميدالية برونزية في سباق الكاياك «كي 4» لمسافة 500 متر.

### بطولة أوروبا للكانو كاياك (الكانوي)
- 1997 بلوفديف  بلغاريا:  ميدالية فضية في سباق الكاياك «كي 4» لمسافة 200 متر.
- 1997 بلوفديف  بلغاريا:  ميدالية برونزية في سباق الكاياك «كي 4» لمسافة 500 متر.
- 1999 زغرب  كرواتيا:  ميدالية برونزية في سباق الكاياك «كي 1» لمسافة 200 متر.
- 1999 زغرب  كرواتيا:  ميدالية فضية في سباق الكاياك «كي 4» لمسافة 500 متر.
- 2000 بوزنان  بولندا:  ميدالية برونزية في سباق الكاياك «كي 2» لمسافة 200 متر.
- 2000 بوزنان  بولندا:  ميدالية برونزية في سباق الكاياك «كي 4» لمسافة 200 متر.
- 2000 بوزنان  بولندا:  ميدالية برونزية في سباق الكاياك «كي 4» لمسافة 1.000 متر.
- 2001 ميلانو  إيطاليا:  ميدالية فضية في سباق الكاياك «كي 4» لمسافة 200 متر.
- 2001 ميلانو  إيطاليا:  ميدالية برونزية في سباق الكاياك «كي 4» لمسافة 500 متر.

## روابط خارجية
- بيلين سانتشيث خيمينيث على موقع أوليمبيديا (الإنجليزية)